# Hvalfjall
Hvalfjall är ett berg i republiken Island. Det ligger i regionen Austurland, 400 km öster om huvudstaden Reykjavík. Toppen på Hvalfjall är 1 101 meter över havet.
Runt Hvalfjall är det mycket glesbefolkat, med 2 invånare per kvadratkilometer. Närmaste större samhälle är Reyðarfjörður, omkring 17 kilometer nordväst om Hvalfjall. Trakten runt Hvalfjall består i huvudsak av gräsmarker.